# Juan Antonio Tchakidjian
Juan Antonio es preparador físico de fútbol, basquetbol y rugby, egresado y postgraduado en el Instituto Superior de Educación Física (Universidad de la República) que actualmente (2023) se desempeña como Preparador físico de la Selección femenina de fútbol de Uruguay. 
Como profesional ha participado en numerosos planteles a través de más de 40 años de carrera entre los que destacamos a los dos grandes del fútbol uruguayo (Peñarol y Nacional) pasando por Defensor Sporting Club, el Danubio Fútbol Club y River Plate.
En el exterior ha participado en numerosas instituciones, como el Deportes Tolima, el Barcelona Sporting Club de Ecuador y el São Paulo Futebol Clube en Brasil y el Shanghái Shenhua de China. 
Entre sus logros se destaca la obtención de la copa Libertadores de América junto al Olimpia de Paraguay.

## Planteles que integró como Preparador Físico
| Club                                                                       | Deporte | País      | Cuerpo Técnico            | Año         |
| -------------------------------------------------------------------------- | ------- | --------- | ------------------------- | ----------- |
| Selección femenina de fútbol de Uruguay                                    | Fútbol  | Uruguay   | Ariel Longo               | 2023        |
| Central Español Fútbol Club                                                | Fútbol  | Uruguay   |                           | 2022        |
| Centro Atlético Fénix                                                      | Fútbol  | Uruguay   |                           | 2019 - 2020 |
| Club Atlético Rentistas                                                    | Fútbol  | Uruguay   |                           | 2017        |
| Centro Atlético Fénix                                                      | Fútbol  | Uruguay   |                           | 2014        |
| Club Atlético Cerro                                                        | Fútbol  | Uruguay   | Ricardo Ortiz             | 2011-2013   |
| Club Atlético Peñarol                                                      | Fútbol  | Uruguay   | Manuel Keosseian          | 2010        |
| Club Sporting Cristal                                                      | Fútbol  | Perú      | Víctor Rivera             | 2010        |
| Club Atlético Peñarol                                                      | Fútbol  | Uruguay   | Gustavo Matosas           | 2008        |
| Shanghái Greenland Shenhua                                                 | Fútbol  | China     | Osvaldo Giménez           | 2007        |
| Club Deportivo Jalapa Fútbol Club                                          | Fútbol  | Guatemala | Julio César Cortés        | 2006        |
| Club Atlético Cerro                                                        | Fútbol  | Uruguay   | Fernando Rodriguez Riolfo | 2006        |
| Tiburones Rojos de Veracruz                                                | Fútbol  | México    |                           | 2002        |
| Danubio Fútbol Club                                                        | Fútbol  | Uruguay   |                           | 2001        |
| Selección Uruguaya de Fútbol de la Segunda División Profesional de Uruguay | Fútbol  | Uruguay   | Antonio Alzamendi         | 1999-2000   |
| Old Boys Club                                                              | Rugby   | Uruguay   |                           | 1993-2000   |
| River Plate Football Club                                                  | Fútbol  | Uruguay   | Nelson Agresta            | 1999        |
| Defensor Sporting Club                                                     | Fútbol  | Uruguay   | Raúl Möller               | 1998        |
| Deportes Tolima                                                            | Fútbol  | Colombia  | Juan Martín Mugica        | 1996        |
| Club Nacional de Football                                                  | Fútbol  | Uruguay   | Hugo Fernández            | 1994-1995   |
| Defensor Sporting Club                                                     | Fútbol  | Uruguay   | Juan Ahuntchaín           | 1993        |
| Selección Uruguaya de Fútbol de la Segunda División Profesional de Uruguay | Fútbol  | Uruguay   | Ricardo Ortiz             | 1992        |
| Club Atlético Peñarol                                                      | Fútbol  | Uruguay   | Ricardo Ortiz             | 1991        |
| São Paulo Futebol Clube                                                    | Fútbol  | Brasil    | Pablo Forlán              | 1990        |

## Títulos como entrenador
- 2001 Campeón del Campeonato Apertura y vicecampeón del Campeonato Clausura con el Danubio Fútbol Club.
- Vicecampeón del Campeonato Uruguayo de 1.ª División con el Danubio Fútbol Club.
- 2000 Campeón Uruguayo de Rugby con el Club Old Boys, en Reserva.
- 2000 Vicecampeón del Cuadrangular organizado en China de Selecciones de Categoría A.
- 1999 Vicecampeón con el Club Old Boys del Campeonato Uruguayo de Rugby de 1.º A.
- 1997 Clasificación para la Copa Conmebol con el club Dep. Tolima, Ibagué, Colombia.
- 1996 Vicecampeón Federal con el Club A. Aguada y clasificación al Campeonato Sudamericano de Basketbol.
- 1996 Campeón del Campeonato Apertura con el Club Old Boys de 1.º A.
- Campeón de la Copa de Bronce en el Seven de Punta del Este.
- 1995 Vicecampeón del Campeonato Apertura con el Club Nacional de Fútbol.
- 1993 Vicecampeón de la Liguilla Pre-Libertadores de América.
- Clasificación para la Copa Libertadores de América con el Club Atlético Defensor Sporting.
- 1991 Campeón del Cuadrangular en Cagliari, Italia, con el Club A. Peñarol.
- Vicecampeón Uruguayo con el Club A. Peñarol.
- 1990 Campeón de los Cuadrangulares en Chile y México con el Club San Pablo.
- 1988 Vicecampeón con el Club Defensor Sporting.
- 1987 Campeón Uruguayo con el Club Defensor Sporting.
- 1986 Vicecampeón con el Club A. Bella Vista en Uruguay.
- Campeón de la liguilla Pre-Libertadores y clasificación a la Copa Libertadores de América con el Club Progreso.
- 1982 Vicecampeonato ecuatoriano con el Club Barcelona de Guayaquil.
- 1981 Vicecampeonato colombiano con el Club Deportes Tolima, y clasificación a la Copa Libertadores de América.
- 1980 Campeón de los cuadrangulares disputados en Perú, Ecuador y Colombia con el Club Olimpia de Paraguay.
- 1980 Campeón Intercontinental con el Club Olimpia de Paraguay contra el Malmö de Suecia.
- Campeón Interamericano con el Club Olimpia de Paraguay, contra el Fas del Salvador.
- 1978 Ascenso a la 1.ª División con el Club Colón de Basketbol.
- 1977 Cuarto puesto en el 1.er Campeonato Mundial Juvenil de Fútbol.
- 1976 Ascenso a la Divisional A con el Club Atlético Bella Vista.
- 1970 Ascenso a la Divisional B con el Club Atlético Cerrito.